# David Pate
Pour les articles homonymes, voir Pate.
David Pate, né le 16 avril 1962 à Los Angeles, est un ancien joueur de tennis professionnel américain.

## Carrière
no 1 mondial en double en 1991, il remporte cette même année l'Open d'Australie avec Scott Davis.
Il bat le no 1 mondial Ivan Lendl en 1987 à Tokyo 7-6, 4-6, 7-6.

## Parcours dans les tournois duGrand Chelem

### En simple
| Année | Open d'Australie | Open d'Australie | Internationaux de France | Internationaux de France | Wimbledon       | Wimbledon      | US Open         | US Open        | Open d'Australie | Open d'Australie |
| ----- | ---------------- | ---------------- | ------------------------ | ------------------------ | --------------- | -------------- | --------------- | -------------- | ---------------- | ---------------- |
| 1982  | n.o.             | n.o.             | —                        | —                        | —               | —              | 1er tour (1/64) | L. Stefanki    | 2e tour (1/32)   | P. Rennert       |
| 1983  | n.o.             | n.o.             | —                        | —                        | —               | —              | 1er tour (1/64) | G. Moretton    | 2e tour (1/32)   | M. Edmondson     |
| 1984  | n.o.             | n.o.             | 1er tour (1/64)          | B. Manson                | 1er tour (1/64) | J. Fitzgerald  | 1er tour (1/64) | B. Gilbert     | —                | —                |
| 1985  | n.o.             | n.o.             | —                        | —                        | 3e tour (1/16)  | R. Acuña       | 3e tour (1/16)  | J. Yzaga       | 2e tour (1/32)   | D. Cahill        |
| 1986  | n.o.             | n.o.             | —                        | —                        | 3e tour (1/16)  | E. Jelen       | 2e tour (1/32)  | J. Yzaga       | n.o.             | n.o.             |
| 1987  | —                | —                | —                        | —                        | 2e tour (1/32)  | S. Živojinović | 1er tour (1/64) | A. Castle      | n.o.             | n.o.             |
| 1988  | —                | —                | —                        | —                        | 2e tour (1/32)  | R. Acuña       | 2e tour (1/32)  | A. Krickstein  | n.o.             | n.o.             |
| 1989  | —                | —                | 1er tour (1/64)          | F. Cancellotti           | 3e tour (1/16)  | T. Mayotte     | 1er tour (1/64) | Bo. Becker     | n.o.             | n.o.             |
| 1990  | —                | —                | —                        | —                        | 3e tour (1/16)  | A. Antonitsch  | 1er tour (1/64) | Y. Noah        | n.o.             | n.o.             |
| 1991  | 1er tour (1/64)  | Koevermans       | 1er tour (1/64)          | J. Hlasek                | 2e tour (1/32)  | S. Edberg      | 1er tour (1/64) | S. Pescosolido | n.o.             | n.o.             |
| 1992  | 1er tour (1/64)  | K. Nováček       | —                        | —                        | —               | —              | —               | —              | n.o.             | n.o.             |

N.B. : à droite du résultat se trouve le nom de l'ultime adversaire.

### En double
| Année | Open d'Australie         | Open d'Australie         | Internationaux de France  | Internationaux de France | Wimbledon                 | Wimbledon               | US Open                    | US Open                 | Open d'Australie         | Open d'Australie     |
| ----- | ------------------------ | ------------------------ | ------------------------- | ------------------------ | ------------------------- | ----------------------- | -------------------------- | ----------------------- | ------------------------ | -------------------- |
| 1981  | n.o.                     | n.o.                     | —                         | —                        | —                         | —                       | 1er tour (1/32) K. Richter | A. Amritraj V. Amritraj | —                        | —                    |
| 1982  | n.o.                     | n.o.                     | —                         | —                        | —                         | —                       | —                          | —                       | 2e tour (1/16) Testerman | R. Case B. Drewett   |
| 1983  | n.o.                     | n.o.                     | —                         | —                        | —                         | —                       | 2e tour (1/16) Kohlberg    | P. Fleming J. McEnroe   | 1/8 de finale Sherbeck   | Edmondson P. McNamee |
| 1984  | n.o.                     | n.o.                     | 1er tour (1/32) Freeman   | J. Lloyd D. Stockton     | —                         | —                       | 1er tour (1/32) Fernandez  | T. Delatte C. Wittus    | —                        | —                    |
| 1985  | n.o.                     | n.o.                     | —                         | —                        | 1er tour (1/32) Fernandez | S. Meister E. Teltscher | 1/8 de finale S. Davis     | J. Nyström M. Wilander  | 2e tour (1/16) S. Davis  | J. Canter L. Lavalle |
| 1986  | n.o.                     | n.o.                     | —                         | —                        | 1er tour (1/32) S. Davis  | D. Campos C. Kirmayr    | 2e tour (1/16) S. Davis    | M. Robertson T. Warneke | n.o.                     | n.o.                 |
| 1987  | —                        | —                        | —                         | —                        | 1/8 de finale S. Davis    | G. Forget Y. Noah       | 1/4 de finale S. Davis     | S. Casal E. Sánchez     | n.o.                     | n.o.                 |
| 1988  | —                        | —                        | —                         | —                        | —                         | —                       | 1/4 de finale K. Curren    | R. Leach J. Pugh        | n.o.                     | n.o.                 |
| 1989  | —                        | —                        | 1er tour (1/32) K. Curren | J. Čihák C. Suk          | 1/8 de finale K. Curren   | P. Aldrich D. Visser    | 1/8 de finale S. Davis     | D. Cahill Kratzmann     | n.o.                     | n.o.                 |
| 1990  | —                        | —                        | 1er tour (1/32) S. Davis  | Mortensen T. Nijssen     | 2e tour (1/16) S. Davis   | S. Kruger Van Emburgh   | 1er tour (1/32) S. Davis   | A. Järryd van Rensburg  | n.o.                     | n.o.                 |
| 1991  | Victoire S. Davis        | P. McEnroe D. Wheaton    | 1er tour (1/32) S. Davis  | J. Lozano C. Miniussi    | 1/8 de finale S. Davis    | W. Ferreira P. Norval   | Finale S. Davis            | J. Fitzgerald A. Järryd | n.o.                     | n.o.                 |
| 1992  | 1/2 finale S. Davis      | K. Jones R. Leach        | 1er tour (1/32) S. Davis  | J. Hlasek M. Rosset      | 1/4 de finale S. Davis    | G. Forget J. Hlasek     | 1/8 de finale S. Davis     | J. McEnroe M. Stich     | n.o.                     | n.o.                 |
| 1993  | 2e tour (1/16) Michibata | J. Fitzgerald A. Järryd  | 1/8 de finale Michibata   | Woodbridge Woodforde     | 2e tour (1/16) Michibata  | R. Bergh B. Talbot      | 1er tour (1/32) Michibata  | M. Briggs Kronemann     | n.o.                     | n.o.                 |
| 1994  | 1er tour (1/32) S. Davis | E. Ferreira van Rensburg | 1/4 de finale W. Masur    | B. Black J. Stark        | 2e tour (1/16) W. Masur   | M. Damm K. Nováček      | 2e tour (1/16) S. Davis    | P. Annacone S. Cannon   | n.o.                     | n.o.                 |
| 1995  | 2e tour (1/16) K. Jones  | Kronemann Macpherson     | 2e tour (1/16) K. Jones   | J. Grabb P. McEnroe      | 2e tour (1/16) K. Jones   | M. Knowles D. Nestor    | 1er tour (1/32) MacPhie    | P. Albano J. A. Conde   | n.o.                     | n.o.                 |
| 1996  | 1er tour (1/32) S. Davis | G. Forget J. Hlasek      | —                         | —                        | —                         | —                       | —                          | —                       | n.o.                     | n.o.                 |

N.B. : le nom du ou de la partenaire se trouve sous le résultat ; le nom des ultimes adversaires se trouve à droite.